# История на западния феминизъм
Историята на западния феминизъм се състои от хронологични или тематични наративи за движенията и идеологиите, насочени към равните права на жените. Докато феминистките по света се различават по каузи, цели и намерения в зависимост от времето, културата и страната, повечето западни феминистки историци твърдят, че всички движения, които работят за постигане на права на жените, би трябвало да се считат за феминистки движения, дори когато не са (или не) прилагат термина към себе си.  Някои други историци ограничават термина „феминистки“ до съвременното феминистко движение и неговото потомство и използват етикета „протофеминистки“, за да опишат по-ранните движения.
Съвременната западна феминистка история е условно разделена на периоди от време или „вълни“, всяка с малко по-различни цели въз основа на предишния напредък:
- Първата вълна на феминизма от 19 и началото на 20 век се фокусира върху преодоляването на правните неравенства, по-специално върху проблемите с избирателното право на жените;
- Втората вълна на феминизма (1960–1980); разширява дебата, за да включи културните неравенства, половите роли и ролята на жените в обществото;
- Третата вълна на феминизма (1990-те – 2000-те г.) се отнася до различни видове феминистка дейност, разглеждани от самите трета вълна както като продължение на втората вълна, така и като отговор на нейните възприемани провали[9]
- Четвъртата вълна на феминизма (началото на 2010-те г. до днес) разширява фокуса на третата вълна върху междусекторността, като набляга на позитивността на тялото, трансвключването и открития дискурс за изнасилваческата култура в ерата на социалните медии.

Въпреки че конструкцията на „вълни“ е често използвана за описване на историята на феминизма, концепцията също е критикувана от небелите феминистки за игнориране и изтриване на историята между вълните, избирайки да се съсредоточат единствено върху няколко известни фигури, върху гледната точка на бялата буржоазна жена и върху популярни събития, както и за това, че е расистка и колониалистка.

## Протофеминизъм
Хората и активист(к)ите, които обсъждат или насърчават равенството на жените преди съществуването на феминисткото движение, понякога са етикетирани като протофеминисти. Някои учени критикуват този термин, защото смятат, че той намалява значението на по-ранните приноси или че феминизмът няма едно начало или линейна история, както се подразбира от термини като протофеминистки или постфеминистки.
Преди около 24 века Платон, според Илейн Хофман Барух, „[аргументира] пълното политическо и полово равенство на жените, твърдейки, че те са членове на неговата най-висша класа,... на онези, които управляват и се борят“.
Андал е тамилска светица, живяла около 7 или 8 век. Тя е добре известна с това, че пише Tiruppavai. Вдъхновява женски групи като Года Мандали. Нейният божествен брак с Вишну се разглежда от някои като феминистки акт, тъй като й позволява да избегне обичайните задължения да бъде съпруга и да получи автономия.
През 12 век християнската секта на валденсите поддържа някои феминистични идеи.

### Ренесансов феминизъм
Италиано-френската писателка Кристина Пизанска (1364 – ок. 1430), авторка на „Книгата на града на дамите“ (Le Livre de la Cité des Dames) и „Послание към Бога на любовта“ (Epître au Dieu d'Amour), е спомената от Симон дьо Бовоар като първата жена, която изобличава мизогинията и която пише за отношенията между половете. Тя също пише един от ранните измислени разкази за смяната на пола в Le Livre de la mutation de fortune.
Касандра Феделе (1465 – 1558) е първата жена, която се присъединява към хуманистична група и постига много въпреки по-големите ограничения на жените.
Други ранни важни представители на протофеминизма са германецът Хайнрих Корнелий Агрипа фон Нетесхайм (1486-1535), италианката Модерата Фонте (1555-1592), англичанките Джейн Енгър,  Хана Ули (1622- ок. 1675) и Маргарет Кавендиш, мексиканката Хуана Инес де ла Крус (1648 или 1651-1695), французите Мари Льо Жар дьо Гурне (1565-1645) и Франсоа Пулен дьо ла Бар (1647-1726), американката Ан Брадстрийт (1612-1672) и нидерландката Анна Мария ван Схурман (1706 – 1678). Появата на жените като истински интелектуалки води до промяна и в Италианския хуманизъм. 
Кавендиш, херцогиня на Нюкасъл, е една от най-важните феминистки писателки от 17 век на английски език. Нейните познания са признати от някои, като протофеминистката Батсуа Макин (ок. 1600 ̝– ок. 1675), която написва, че „Настоящата херцогиня на Нюкасъл, по-скоро със собствения си гений, отколкото с каквито и да е навременни инструкции, превъзхожда много сериозни възрастни мъже“ и смята, че тя е отличен пример за това какви жените могат да станат чрез образование.
Ренесансовите защити на жените присъстват в различни литературни жанрове и в цяла Европа с остовна претенция за равенство. Феминистките се обръщат към принципи, които прогресивно водят до дискурс на теми като икономическа несправедливост. Феминизирането на обществото е начин жените по това време да използват литературата, за да създадат взаимозависими и нейерархични системи, които предоставят възможности както за жените, така и за мъжете.
Мъжете също изиграват важна роля в историята на защитата на това, че жените са способни и могат да се конкурират наравно с мъжете, включително Антонио Корнацано, Веспасиано да Бистичи и Джовани Сабадино дели Ариенти. Балдасаре Кастильоне продължава тази тенденция на защита на моралния характер на жената и че традициите са виновни за появата на малоценността на жените. Въпреки това критиката е, че няма застъпничество за социална промяна, оставяйки жените извън политическата сфера и изоставяйки ги в традиционните домашни роли. Въпреки това много от тези писатели биха насърчили, ако жените бъдат включени в политическата сфера, това да бъде естествена последица от тяхното образование. В допълнение, някои от тези мъже заявяват, че мъжете са виновни за липсата на познания за интелектуалните жени, като ги оставят извън историческите разкази.

Англичанката Мери Астел (1666-1731) е една от онези жени, които, макар и включени в социалната система на модерната история, се изправят срещу „мъжкото господство“, представлявано от патриархата. Противопоставяйки се на Джон Лок, който подкрепя политическа система, основана на индивидуалните свободи, но изключваща жените (като същевременно заема позиция срещу малтретирането, на което са подложени жените), Астел успява да демонстрира, че твърдението за малоценност на жените е философски несъстоятелно.
Най-известната творба на Маргарет Фел (1614 – 1702) е „Оправданото говорене на жените“ (на англ. "Women's Speaking Justified"), основан на писанията аргумент за женското служение и един от основните текстове за религиозното лидерство на жените през 17 век. В тази кратка брошура Фел базира аргумента си за равенството на половете върху една от основните предпоставки на квакерството, а именно духовното равенство. Нейното убеждение е, че Бог е създал всички човешки същества, следователно и мъжете, и жените са способни не само да притежават вътрешната светлина, но и способността да бъдат пророци. Фел е описвана като „феминистки пионер".
През 1622 г. Мари дьо Гурне (1565 – 1645) публикува „Равенството на мъжете и жените“ (на фр. Égalité des Hommes et des Femmes), в което се застъпва за равенството на половете.

## Просвещение (18 век)
Епохата на Просвещението се характеризира със светски интелектуални разсъждения, разцвет на философското писане и поставяне под въпрос на устанвения ред. Много философи от епохата на Просвещението защитават правата на жените, включително Джереми Бентъм (An Introduction to the Principles of Morals and Legislation, 1781), Маркиз дьо Кондорсе (De l'admission des femmes au droit de cité, 1790) и Мери Уолстънкрафт (Vindication of the Roghts of Women, 1792). Други важни писатели от онова време, които изразяват феминистки възгледи, са Абигейл Адамс (1744-1818), Катрин Маколи (1731-1791) и Хедвиг Шарлота Норденфлихт (1718-1763).

### Джереми Бентъм
Английският утилитарен и класически либерален философ Джереми Бентъм (1748 – 1832) казва, че именно поставянето на жените в правно по-нисше положение го е накарало да избере кариерата на реформатор на 11-годишна възраст, въпреки че американският критик Джон Нийл твърди, че го е убедил да се заемат с проблемите на правата на жените по време на тяхната асоциация между 1825 и 1827 г. Бентъм говори за пълното равенство между половете, включително правото на жените да гласуват и да участват в управлението. Той се противопоставя на асиметричните сексуални морални стандарти между мъжете и жените. В своето „Въведение към принципите на морала и законодателството“ (Introduction to the Principles of Morals and Legislation) (1781) Бентъм категорично осъжда обичайната практика на много страни да отричат правата на жените поради предполагаемите им низши умове. Той дава много примери за способни жени регентки.

### Уолстънкрафт и „Защита на правата на жените“
Може би една от най-цитираните феминистки писатели от онова време е Мери Уолстънкрафт (1759-1797), майката на Мери Шели. Уолстънкрафт идентифицира липсата на образование и по-специално образованието на жените като основен източник на техните ограничени очаквания, всичките базирани на представа за себе си, тясно свързана с по-типично мъжките перспективи. Въпреки възприеманите от нея несъответствия (Мириам Броуди се позовава на „Двете Уолстоункрафтки“), отразяващи проблеми, които нямат лесни отговори, нейната книга „Защита на правата на жената“ (1792) остава крайъгълен камък на феминистката мисъл. 
Уолстънкрафт вярва, че и двата пола допринасят за неравенството. Тя приема значителната власт, която жените могат да упражняват над мъжете, почти като даденост и определя, че и двата пола ще изискват подходящо образование, за да осигурят необходимите промени в социалните нагласи. Предвид скромния й произход и лошо образование получените лични резултати разкриват голямата й решителност.
Уолстънкрафт си навлича подигравките на Самюел Джонсън, който я описва и всички от нейния вид като „амазонки на перата“. Въз основа на връзката си с писателката и салонистка Хестър Линч Пиоци Джонсън се оплаква от нахлуването на жените в мъжката територия на писането, а не от техния интелект или образование. За много коментатори Уолстънкрафт представлява първата кодификация на егалитарния феминизъм, тоест отхвърляне на предварително определена роля на женски пол в обществото. 

### Френска революция
Френската революция е време, когато правата на жените стават обект на много дискусии. При свикването на Генералните щати благородническите жени и религиозните жени могат да бъдат представени само според техния ред на принадлежност. Що се отнася до обикновените жени, от това, което може да се заключи от четенето на Cahiers de doléances (регистри на оплаквания), те поискват подобряване на състоянието си и претендират за правото да имат адекватно образование. Една от тях пише: „ Помолихме да бъдем информирани, да имаме работа, да не узурпираме властта на хората, а да бъдем по-уважавани“.

#### Маркиз дьо Кондорсе
Жан-Антоан дьо Кондорсе (1743 – 1794) е математик, класически либерален политик, водещ френски революционер, републиканец и волтериански антиклерикалист. Той също е яростен защитник на правата на човека, включително равенството на жените и премахването на робството, необичайно за 80-те г. на 18 век. 
Още през 1787 г. той потвърждава в своите Lettres d'un bourgeois de New Haven à un citoyen de Virginie правото на равенство между жените и мъжете; той също подкрепя избирателното право на жените от новото революционно правителство през 1790 г. и със статия, публикувана на 3 юли 1790 г. в Journal de la Société de 1789, озаглавена „За приемане на правата на гражданство за жените“ (De l'admission des femmes au droit de cité).

#### Олимпия дьо Гуж и декларация
След многократните, но неуспешни призиви на дьо Кондорсе до Националното събрание през 1789 г. и 1790 г., Олимпия дьо Гуж (съвместно с Обществото на приятелите на истината) публикува Декларация за правата на жената и на жената и гражданката през 1791 г.  Това е още една молба към френското революционно правителство да признае естествените и политически права на жените. Дьо Гуж написва Декларацията в прозата на Декларацията за правата на човека и гражданина, почти имитирайки неуспеха на мъжете да включат повече от половината от френското население в равенството. Изказването й завършва с молба към Мария Антоанета, тогава все още кралица на Франция, да защити „нещастния пол“.
Едно от най-известните изречения в книгата е следното: „Жената има право да се катери по скелето; тя също трябва да има правото да се качи на платформата“. Това желание да притежават същите политически права като мъжете обаче не е представително за очакванията на жените, които в по-голямата част от случаите все още приемат фактическото неравенство, съществуващо между половете.
Де Гуж не само се интересува от гражданското равенство, но също така предвижда създаването на родилни заведения за жени, в които те биха могли да раждат при по-добри условия, тя си представя система за здравеопазване на майката и детето и подкрепя премахването на религиозния брак в полза на гражданския. Чрез своите писания подкрепя Френската революция, но членството й в жирондинците й печели гилотината през 1793 г.
Въпреки че Декларацията не постига незабавно целите си, тя създава прецедент за начин, по който феминистките могат да осмиват своите правителства за техните провали в равенството, наблюдавани в документи като Защита на правата на жената и Декларация на чувствата.

#### Частични революционни завоевания
Различни закони, обнародвани в революционната епоха, довеждат до промяна в статута на жените. В член 7 от част I от Френската конституция от 1791 г. бракът е признат за граждански договор, чрез който договарящите страни действително поемат равни условия на задължения и права. Равенството в правото на наследяване (декрет от 8 април 1791 г.) и правото на развод (закони от 1792 г.) са ранни и почти неочаквани победи за защитниците на правата на жените. Въпреки това разпоредбите, насърчаващи гражданското равенство на жените, по-късно са отменени от Наполеоновия кодекс от 1804 г. и разводът отново става незаконен през 1816 г. при реставрацията на Бурбоните.
Имперската политика е продължение на тази, проведена през 1793 г. от Националния конвент, който забранява женските клубове – асоциирани групи от жени, които почти винаги са в челните редици по време на публични демонстрации, отказвайки да предостави политически права на жените в името на концепция, която все още иска те да бъдат „присъщо по-низши.

### Първи напредък
Въпреки многото трудности и остри критики, понякога жестоки, към онези жени, които първи имат смелостта да изоставят своята „естествена“ полова роля или да напуснат мястото, наложено им от религията в името на Бог, малко по малко започват да чуват гласовете си. Публикувани са няколко текста, които може да се считат за протофеминистки, като тези на Катрин Маколи (1731-1791), която твърди, че явната слабост на жените се дължи главно на липсата на адекватно образование.
Така малко по малко образованието на европейския континент и в САЩ се разраства, особено във висшите и средните класи на обществото. През 19 век в Германската империя Хелене Ланге (1848-1930) и Берта Папенхайм (1859-1936) призовават за по-добро образование на жените и за свободния им достъп до сферата на професионалната заетост.
В Съединените щати жените са незабавно в челните редици на борбата срещу робството в САЩ и освен това те показват, че не само са способни да пишат романи или статии във вестници, но и че могат да участват в политически борби. Доминирането на мъжете обаче се оказва такова, че никой от тях не може сериозно да претендира за социално, политическо и гражданско равенство.

## 19 век

### Женският идеал
Феминистките от 19 век реагират на културните неравенства, включително пагубното, широко разпространено приемане на викторианския образ на женската „правилна“ роля и „сфера“. Викторианският идеал създава дихотомията на „отделните сфери“ за мъжете и жените, която е много ясно дефинирана на теория, макар и не винаги в действителност. В тази идеология мъжете трябва да заемат публичната сфера (пространството на наемния труд и политиката), а жените – личната (пространството на дома и децата), типична във викторианските книги за поведение като „Книга за управление на домакинството на г-жа Бийтън“ и книгите на Сара Стикни Елис. „Ангелът на дома“ (The Angel in the House) (1854) и „Ангелът на дома“ (El ángel del hogar) (1857), бестселъри на Ковънтри Патмор и Мария дел Пилар Синуес де Марко, които символизират викторианския женски идеал. Самата кралица Виктория пренебрегва концепцията за феминизма, която тя описва в частни писма като „безумната, порочна глупост на „правата на жената““.

### Феминизмът в художествената литература
Докато Джейн Остин се занимава с ограничения живот на жените в началото на века, Шарлот Бронте, Ан Бронте, Елизабет Гаскел и Джордж Елиът изобразяват нещастието и разочарованието на жените. В своя автобиографичен роман „Рут Хол“ (1854) американската журналистка Фани Фърн описва собствената си борба да издържа децата си като колумнистка във вестник след преждевременната смърт на съпруга си.
Луиза Мей Олкът написва силно феминисткия роман „Дълго фатално любовно преследване“ (A Long Fatal Love Chase) (1866), за опитите на млада жена да избяга от съпруга си двуженец и да стане независима.
Мъжете автори също признават несправедливостта спрямо жените. Романите на Джордж Мередит, Джордж Гисинг и Томас Харди, и пиесите на Хенрик Ибсен очертават съвременното тежко положение на жените. „Диана от Кросуейс“ (Diana of the Crossways) (1885) на Мередит е разказ за живота на Каролайн Нортън. Един критик по-късно нарича пиесите на Ибсен „феминистка пропаганда“.

### Джон Нийл
Джон Нийл е запомнен като първия американски лектор по правата на жените. Започвайки през 1823 г. и продължавайки най-малко до 1869 г., той използва статии от списания, кратки разкази, романи, публични изказвания, политическо организиране и лични взаимоотношения, за да прокара феминистките проблеми в Съединените щати и Великобритания, достигайки височината на неговото влияние в тази област около 1843 г. Той обявява интелектуално равенство между мъжете и жените, бори се с британската легална доктрина на кювертюрата и поисква избирателно право, равно заплащане и по-добро образование и условия на труд за жените. Ранните феминистки есета на Нийл през 20-те г. на 19 век запълват интелектуалната празнина между Мери Уолстънкрафт, Катрин Маколи и Джудит Сарджънт Мъри и наследниците от епохата на Конвенцията от Сенека Фолс като Сара Мур Гримке, Елизабет Кейди Стантън и Маргарет Фулър. Като мъж писател, изолиран от много често срещани форми на атаки срещу жените феминистки мислителки, застъпничеството на Нийл е от решаващо значение за връщането на полето обратно в мейнстрийма в Англия и САЩ. В есетата си за сп. „Блекуд“ (1824-1825) той призовава за избирателно право на жените и твърди, че жените не са -нисши от мъжете, но само различни от мъжете в техните интелектуални свойства, и би желал те да бъдат третирани като мъжете, със здрав разум. В сп. „Янки“ (1828–1829) той изисква икономически възможности за жените, казвайки „Надяваме се да видим деня... когато нашите жени от всички възрасти... ще може да се издържат, без да са принудени да се омъжват за хляб." На своята най-добре посетена лекция, озаглавена „Правата на жените“, Нийл говори пред около 3000 души през 1843 г. в Ню Йорк в най-голямата аудитория в града по това време – Бродуей Табернакъл. Той става още по-видно ангажиран с движението за избирателно право на жените в напреднала възраст след Гражданската война, както в Мейн, така и на национално ниво в САЩ, като подкрепя  Националната асоциация за избирателно право на жените на Елизабет Кейди Стантън и Сюзан Б. Антъни и пише за нейното списание „Революшън“. Стантън и Антъни признават работата му след смъртта му в тяхната „История на избирателното право на жените“.

### Марион Рийд и Каролайн Нортън
В началото на 19 век несъгласните феминистки гласове имат малко или никакво социално влияние. Има малко признаци на промяна в политическия или социалния ред и няма доказателства за разпознаваемо женско движение. Колективните опасения започват да се сливат до края на века, успоредно с появата на по-твърд социален модел и кодекс на поведение, които Марион Къркланд Рийд описва като ограничаващи и репресивни за жените. Докато повишеният акцент върху женската добродетел отчасти раздвижва призива за женско движение, напрежението, което тази роля предизвиква за жените, измъчва много феминистки от началото на 19 век със съмнения и тревоги и подхранва противоположни възгледи.
В Шотландия Рийд публикува своето влиятелно „Апел за жената“ (A Plea for Woman) през 1843 г.  която предлага трансатлантически западен дневен ред за правата на жените, включително избирателно право на жените.
Каролайн Нортън се застъпва за промени в британското законодателство. Тя открива липсата на законови права за жените при встъпване в брак с насилие. Публичността, генерирана от нейния призив към кралица Виктория  и свързаната с него активност спомага за промяна на английските закони, за да признаят и приспособят омъжените жени и проблемите с попечителството над деца.

### Флорънс Найтингейл и Франсис Пауър Коб
Докато много жени, включително Нортън, са предпазливи към организираните движения, техните действия и думи често мотивират и вдъхновяват такива движения. Сред тях е Флорънс Найтингейл, чието убеждение, че жените имат целия потенциал на мъжете, но нито една от възможностите, подтиква легендарната й кариера на медицинска сестра. По това време нейните женски добродетели са подчертани пред нейната изобретателност, пример за предубеждението към признаването на женските постижения в средата на 19 век.
Поради различни идеологии феминистките не винаги подкрепят усилията на другите. Хариет Мартино и други отхвърлят приноса на Мери Уолстънкрафт като опасен и осъждат откровеността на Каролайн Нортън, но се хващат за аболиционистката кампания, на която Мартино е свидетелка в Съединените щати  като такава, която логично трябва да се приложи към жените. Нейното „Общество в Америка“ (Society in America) е ключово: то пленява въображението на жените, които я призовават да поеме тяхната кауза.
Анна Уилър е повлияна от социалистите от [[Анри дьо Сен-Симон], докато работи във Франция. Тя се застъпва за избирателното право на жните и привлича вниманието на Бенджамин Дизраели, лидер на консерваторите, като опасен радикал наравно с Джереми Бентъм. Тя по-късно вдъхновява ранния социалистически и феминистки защитник Уилям Томпсън, който написва първата работа, публикувана на английски, за да се застъпи за пълно равенство на правата на жените – „Призивът на половината от човешката раса“ (на англ. "Appeal of One Half of the Human Race") (1825).
Феминистките от предишните векове обвиняват изключването на жените от образованието като основна причина за тяхното изтласкване в сферата на дома и отказ от социален напредък, а образованието на жените от 19 век не е по-добро. Франсис Пауър Коб, наред с други, призовава за реформа в образованието,– проблем, който привлича вниманието заедно с брачните и имуществените права и домашното насилие.
Журналистки като Мартино и Коб във Великобритания и Маргарет Фулър в Америка постигат журналистическа работа, което ги поставя в позиция да влияят на други жени. Коб се позовава на правата на жените не само абстрактно, но като разпознаваема кауза.

### Дамите от Лангам Плейс
Барбара Лий Смит Бодишон и нейните приятелки се срещат редовно през 50-те години на 19 век в лондонския Лангам Плейс, за да обсъдят обединения глас на жените, необходим за постигане на реформа. Тези дами включват Беси Рейнър Паркс и Анна Джеймсън. Те се фокусират върху образованието, заетостта и семейното право. Една от техните каузи става Комитетът за собственост на омъжените жени от 1855 г. Те събират хиляди подписи за петиции за законодателна реформа, някои от които са успешни. Смит също присъства на конгреса в Сенека Фолс през 1848 г. в Америка.
Смит и Паркс, заедно и поотделно, пишат много статии за образованието и възможностите за работа. През същата година като Нортън, Смит обобщава правната рамка за несправедливостта в нейното „Кратко резюме на законите на Англия относно жените“ (на англ. A Brief Summary of the Laws of England concerning Women) от 1854 г. Тя успява да достигне до голям брой жени чрез ролята си в Английския женски вестник. Отговорът на този вестник води до създаването на Обществото за насърчаване на заетостта на жените (SPEW). Комитетът за собственост на омъжените жени на Смит събира 26 000 подписа за промяна на закона  за всички жени, включително неомъжените.
Хариет Тейлър Мил публикува своята Enfrachisement през 1851 г. и пише за несправедливостта на семейното право. През 1853 г. тя се омъжва за Джон Стюарт Мил и му предоставя голяма част от тематичния материал за „Подчинението на жените“.
Емили Дейвис също се сблъсква с групата от Лангам Плейс и заедно с Елизабет Гарет Андерсън създават клонове на SPEW извън Лондон.

### Образователна реформа
Взаимосвързаните бариери пред образованието и заетостта формират гръбнака на усилията за феминистка реформа от 19 век, например както е описано от Хариет Мартино в нейната статия в сп. „Чамбърс Единбъроу“ от 1859 г. „Женската индустрия“ (на англ.  "Female Industry"). Тези бариери не са се променили във връзка с икономиката. Мартино обаче остава умерена по практически причини и за разлика от Франсис Пауър Коб не подкрепя появилия се призив за гласуване. 
Усилията за реформа на образованието на жени като Дейвис и групата „Лангам“ бавно навлизат. Куинс Колидж (1848) и Бедфорд Колидж (1849) в Лондон започват да предлагат някакво образование на жените от 1848 г. До 1862 г. Дейвис създава комитет, за да убеди университетите да позволят на жените да се явят на наскоро създадените местни изпити и постига частичен успех през 1865 г. Година по-късно тя публикува „Висшето образование на жените“ (на англ. The Higher Education of Women). Дейвис и Лий Смит основават първото висше учебно заведение за жени и записват пет студентки. Училището по-късно става Гъртън Колидж в Кеймбридж през 1869 г., Нюнам Колидж в Кеймбридж през 1871 г. и Лейди Маргарет Хол в Оксфорд през 1879 г. Бедфорд започва да присъжда степени в предходната година. Въпреки този измерим напредък малцина могат да се възползват от тях и животът на студентките все още е труден. 
Като част от продължаващия диалог между британските и американските феминистки Елизабет Блекуел, една от първите американски жени, завършили медицина (1849 г.), изнася лекции във Великобритания с подкрепата на Лангам. В крайна сметка тя получава диплома във Франция. Много успешната кампания на Гарет от 1870 г. за кандидатстване за офиса на Лондонския училищен съвет е друг пример за това как малка група много решителни жени започват да достигат влиятелни позиции на ниво местно управление.

### Женски кампании
Кампаниите дават на жените възможности да тестват новите си политически умения и да се присъединят към различни групи за социална реформа. Техните успехи включват кампанията за Закона за имуществото на омъжените жени (приет през 1882 г.) и кампанията за отмяна на законите за заразните болести от 1864, 1866 и 1869 г., които обединяват женски групи и утилитарни либерали като Джон Стюарт Мил.
Като цяло жените са възмутени от присъщата несправедливост и мизогиния на законодателството. За първи път те в голям брой подкрепят правата на проститутките. Изтъкнати критици са Блекуел, Найтингейл, Мартино и Елизабет Уолстенхолм. Елизабет Гарет, за разлика от сестра си Милисънт, не подкрепя кампанията, въпреки че по-късно признава, че кампанията се е справила добре. Джоузефин Бътлър, вече с опит относно проблемите на проституцията, както и харизматична лидерка и опитна активистка, се очертава като естествен лидерка на това, което през 1869 г. става Национална асоциация на дамите за отмяна на законите за заразни болести. Нейната работа демонстрира потенциалната сила на организирана лобистка група. Асоциацията успешно аргументира, че Законите не само унижават проститутките, но и всички жени и мъже, като насърчават явен сексуален двоен стандарт . Дейностите на Бътлър довеждат до радикализирането на много умерени жени. Актовете са отменени през 1886 г.
В по-малък мащаб Ани Безант води кампания за правата на работничките във фабриките и срещу ужасяващите условия, при които те работят в Лондон. Нейната работа по популяризиране на трудните условия на работниците чрез интервюта в двуседмични периодични издания като „Линк“ става метод за повишаване на обществената загриженост относно социалните проблеми.

## 19 – 21 век
Феминистките не признават отделни феминистки вълни, докато втората вълна не е наречена така от журналистката Марта Уайнман Лиър в статия от 1968 г. в сп. „Ню Йорк Таймс“ „Втората феминистка вълна“ (на англ. "The Second Feminist Wave"), според Алис Еколс. Дженифър Баумгарднър говори за критиките от страна на професор Роксана Дънбар-Ортис на разделението на вълни и трудността да се категоризират някои феминистки в специфични вълни, твърди, че основните критици на вълната вероятно са членове на предишната вълна, които остават жизненоважни и че вълните идват по-бързо. „Вълновият дебат“ повлиява на начина, по който историци и други учени установпват хронологиите на политическия активизъм на жените.

### Първа вълна
Феминистката дейност от 19 и началото на 20 век в англоговорящия свят, която се стреми да спечели избирателно право на жените, правата на образование на жените, по-добрите условия на труд и премахването на двойните стандарти на пола, е известна като „феминизъм на първата вълна“. Терминът „първа вълна“ е измислен ретроспективно, когато терминът „феминизъм на втората вълна“ е използван, за да опише по-ново феминистко движение, което се бори със социалните и културни неравенства отвъд основните политически неравенства. В Съединените щати лидерите на феминистките движения провеждат кампании за национално премахване на робството и умереността, преди да защитават правата на жените. Американският феминизъм на първата вълна включва широк кръг от жени, някои от които принадлежат към консервативни християнски групи (като Франсис Уилард и Женският християнски умерен съюз), други наподобяват разнообразието и радикализма на голяма част от феминизма на втората вълна (като Стантън, Антъни, Матилда Джослин Гейдж и Националната асоциация за избирателно право на жените, на която Стантън е президент). Счита се, че първата вълна на феминизма в Съединените щати приключва с приемането на Деветнадесетата поправка към Конституцията на Съединените щати (1920 г.), която дава на жените правото да гласуват в Съединените щати.
Активизмът за равенство на жените не се ограничава само до Съединените щати. В средата на 19 век в Персия Тахирих, ранен привърженик на Бабизма, е активна като поетеса и религиозна реформаторка. Във време, когато се смяташе за табу за жените да говорят открито с мъже в Персия, а за не-духовниците да говорят за религията, тя предизвиква интелектуалците от епохата в публичен дискурс по социални и теологични въпроси. През 1848 г. тя се появява пред събрание от мъже без воал и изнася реч за правата на жените, сигнализирайки за радикално скъсване с преобладаващия морален ред и началото на ново религиозно и социално управление. След този епизод тя е поставена под домашен арест от персийското правителство до екзекуцията й чрез удушаване на 35-годишна възраст през август 1852 г. Съобщава се, че при екзекуцията си тя заявява: „Можете да ме убиете, когато пожелаете, но не можете да спрете еманципацията на жените“. Историята на нейния живот бързо се разпространява в европейските кръгове и тя вдъхновява следващите поколения ирански феминистки. Членовете на бахайската вяра я признават за първата мъченица за избирателно право на жени и пример за безстрашие и смелост в напредъка на равенството между жените и мъжете.
Луизе Дитмар води кампания за правата на жените в Германия през 1840 г. Макар и малко по-късно във времето Фусае Ичикава е в първата вълна от женски активисти в собствената си страна Япония, провеждайки кампании за избирателни права на жените. Мери Лий е активна в движението за избирателно право в Южна Австралия, първата австралийска колония, която дава на жените право на глас през 1894 г. В Нова Зеландия Кейт Шепард и Мери Ан Мюлер работят за постигане на правото на вот за жените до 1893 г.

В Съединените щати кампанията срещу робството от 30-те години на 18 век служи както като кауза, идеологически съвместима с феминизма, така и като план за по-късно феминистко политическо организиране. Опитите да се изключат жените само засилиха убежденията им. Сара и Анджелина Гримке преминават бързо от еманципацията на робите към еманципацията на жените. Най-влиятелната писателка феминистка на времето е колоритната журналистка Маргарет Фулър, чиято „Жената през 19 век“ (Woman in the Nineteenth Century) е публикувана през 1845 г. Нейните съобщения от Европа за „Ню Йорк Трибюн“ спомагат за създаването на синхронизиране на движението за правата на жените.
Елизабет Кейди Стантън и Лукреция Мот се запознават през 1840 г., докато са на път за Лондон, където са били отбягвани като жени от мъжкото ръководство на първата Световна конвенция срещу робството. През 1848 г. Мот и Стантън провеждат Конгреса за правата на жените в Сенека Фолс, Ню Йорк, където е изготвена декларация за независимост на жените. Луси Стоун помага за организирането на първата Национална конвенция за правата на жените през 1850 г., много по-голямо събитие, на което говорят Соуджърнър Трут, Аби Кели Фостър и други, подтиква Сюзън Б. Антъни да се заеме с каузата за правата на жените. През декември 1851 г. Трут допринася за феминисткото движение, когато говори на Конгреса на жените в Акрон, Охайо. Тя изнася силната си реч „Не съм ли жена“ в опит да насърчи правата на жените, като демонстрира способността им да изпълняват задачи, които традиционно се свързват с мъжете. Барбара Лий Смит се среща с Мот през 1858 г. укрепвайки връзката между трансатлантическите феминистки движения.
Стантън и Матилда Джослин Гейдж виждат Църквата като основна пречка за правата на жените и приветстват появяващата се литература за матриархата. И Гейдж, и Стантън пишат произведения по тази тема и си сътрудничат върху „Женската библия“ (The Woman's Bible). Стантън пише „Матриахратът или Епохата на майката“ (The Matriarchate or Mother-Age), а Гейдж – „Жена, Църква и Държава“ (Woman, Church and State), прецизно обръщайки тезата на Йохан Якоб Бахофен и добавяйки уникална епистемологична перспектива, критиката на обективността и възприемането на субективното. Стантън веднъж отбелязва по отношение на предположенията за непълноценност на жените: „Най-лошата черта на тези предположения е, че самите жени им вярват“. Въпреки това този опит да се замени андроцентричното (мъжкоцентрично) богословска традиция с гиноцентрична (женскоцентричен) възглед постига малък напредък в женското движение, доминирано от религиозни елементи; по този начин тя и Гейдж са до голяма степен игнорирани от следващите поколения.
До 1913 г. Феминизмът (първоначално с главна буква) е обичаен термин в САЩ. Основните проблеми през 10-те и 20-те години включват избирателноto право, партизанскиè активизъм на жените, икономиката и заетостта, сексуалносста и семейства, войната и мира, и конституционната поправка за равенство. Както равенството, така и различията се разглеждат като пътища за овластяване на жените. Организациите по това време включват Националната женска партия, групи за защита на избирателните права като Националната американска асоциация за избирателни права на жените и Националната лига на жените гласоподавателки, кариерни асоциации като Американската асоциация на университетските жени, Националната федерация на бизнеса и Професионалните женски клубове и Националната женска профсъюзна лига, групи за война и мир като Международната женска лига за мир и свобода и Международния женски съвет, групи, фокусирани върху алкохола, като Женският християнски умерен съюз и Женската организация за реформа на националната забрана, и организациите, ориентирани към расата и пола, като Националната асоциация на цветнокожите жени. Лидерите и теоретиците включват Джейн Адамс, Айда Б. Уелс-Барнет, Алис Пол, Кери Чапман Кет, Маргарет Сангър и Шарлот Пъркинс Гилман.

### Избирателно право
Правото на жените да гласуват, с неговото законодателно представителство, представлява промяна на парадигмата, при която жените вече няма да бъдат третирани като второкласни граждани без глас. Кампанията за избирателно право на жените е най-дълбоко вкоренената кампания за последните 250 години.
Първоначално избирателното право се третира като по-нисък приоритет. Френската революция ускорява това с твърденията на Маркиз дьо Кондорсе и на Олимпия дьо Гуж и жените, които водят похода към Версай през 1789 г. През 1793 г. е основано Обществото на революционните републиканки и първоначално е включено избирателното право в дневния ред, преди да бъде премахнато в края на годината. Като жест това показва, че въпросът вече е част от европейския политически дневен ред.
Германските жени участват в Предмарт – прелюдия към революцията от 1848 г. В Италия Клара Мафей, Кристина Тривулцио Белджойозо и Естер Мартини Курика са политически активни в събитията, довели до 1848 г. Във Великобритания интересът към избирателното право възниква от писанията на Уилър и Томпсън през 20-те години и от Рийд, Тейлър и Ан Найт през 40-те г. Докато Нова Зеландия е първата суверенна държава, в която жените печелят правото да гласуват (1893 г.), те спечелват правото да се кандидатират на избори едва по-късно. Австралийският щат Южна Австралия е първият суверенен щат в света, който официално предоставя пълно избирателно право на жените (през 1894 г.).

#### Суфражетки
Дамите от Лангам Плейс (вж. по-горе) създават комисия за избирателно право на среща през 1866 г. в дома на Елизабет Гарет, преименувана на Лондонско общество за избирателно право на жените през 1867 г. Скоро подобни комисии се разпространяват  из цялата страна, повдигайки петиции и работейки в тясно сътрудничество с Джон Стюарт Мил. Когато установени периодични издания им отказват, феминистките започват свои собствени, като напр. Women's Suffrage Journal на Лидия Бекер през 1870 г.
Други публикации включват Englishwoman's Review на Ричард Панкхърст (1866). Тактическите спорове са най-големият проблем и членовете на групите се колебаят. Жените обмислят дали мъжете (като Мил) трябва да бъдат включени. Мил се оттегля, тъй като движението става все по-агресивно с всяко разочарование. Политическият натиск осигурява дебат, но година след година движението търпи поражение в парламента. Въпреки това жените натрупват политически опит, което довежда до бавен напредък на ниво местно управление. Но след години на разочарование много жени стават все по-радикализирани. Някои отказват да плащат данъци и сем. Панкхърст се очертава като доминиращо влияние върху движението, като също така основава Женската франчайз лига през 1889 г., която се бори за избирателно право на местни избори за жените.

### Начало на 20 век
В началото на 20 век, известен също като Едуардова епоха, има промяна в начина, по който жените се обличат в сравнение с викторианската скованост и самодоволство. Жените, особено омъжилите се за богат мъж, често носят това, което днес смятаме за практично.

Книги, статии, речи, снимки и статии от периода показват разнообразен набор от теми, различни от политическата реформа и избирателното право, обсъждани публично. В Нидерландия напр. основните феминистки въпроси са образователните права, правата на медицински грижи, подобрените условия на труд, мирът и премахването на двойните стандарти, свързани с пола.  
Емелин Панкхърст създава Женския социален и политически съюз (WSPU) през 1903 г. Както казва тя, те гледат на гласовете за жените вече не като на „право, а като на отчаяна необходимост“. На щатско ниво Австралия и Съединените щати вече са дали избирателни права на някои жени. Американски феминистки като Сюзън Б. Антъни (1902) посещават Великобритания. Докато WSPU е най-известната група за избирателно право, тя е само един от многото, като Лигата за свобода на жените и Националният съюз на дружествата за избирателно право на жените (NUWSS), водени от Милисънт Гарет Фосет. WSPU е до голяма степен семейна афера,  въпреки че е финансиран отвън. Кристабел Панкхърст става доминиращата фигура и събира около себе си приятели като Ани Кени, Флора Дръмонд, Тереза Билингтън, Етел Смит, Грейс Роу и Нора Дакре Фокс (по-късно известна като Нора Елам). Ветерани като Елизабет Гарет също се присъединяват.
През 1906 г. в. „Дейли Мейл“ за първи път нарича тези жени „суфражетки“ като форма на подигравка, но терминът е възприет от жените, за да опише по-войнствената форма на суфражизма, видима в публични шествия, отличителни зелени, лилави и бели емблеми и драматичната графика на Artists' Suffrage League. Феминистките се научават да използват фотографията и медиите и оставят ярки визуални разкази, включително изображения като снимката на Емелин Панкхърст от 1914 г.
Протестите бавно стават все по-насилствени и включват освирквания, блъскане по вратите, трошене на витрини и палежи. Емили Дейвисън, член на WSPU, неочаквано изтичва на пистата по време на Дербите Епсъм през 1913 г. и умира под коня на краля. Тези тактики довеждат до смесени резултати от симпатия и отчуждение. Тъй като много протестиращи са хвърлени в затвора и обявяват гладна стачка, британското правителство е оставено в неудобна ситуация. От тези политически действия суфражистките успешно създават публичност около своята институционална дискриминация и сексизъм.

#### Феминистка научна фантастика
В началото на 20 век феминистката научна фантастика се появява като поджанр на научната фантастика, който се занимава с ролите на жените в обществото. Писателките от утопичното литературно движение по времето на първата вълна на феминизма често се обръщат към сексизма. Романът Herland на Шарлот Пъркинс Гилман (1915) прави това. „Мечтата на Султана“ (Sultana's Dream) (1905) от бенгалската мюсюлманска феминистка Рокиа Сахават Хюсеин изобразява пурда с обърнат пол във футуристичен свят.
През 20-те години на 20 век писателки като Клеър Уингър Харис и Гъртруд Бароуз Бенет публикуват научнофантастични истории, написани от женска гледна точка и от време на време се занимават с теми, свързани с пола и сексуалността, докато популярната научна фантастика от 20-те и 30-те години на 20 век преувеличава мъжествеността заедно със сексистките изображения на жените.  До 60-те години научната фантастика съчетава сензациите с политическите и технологичните критики на обществото. С навлизането на феминизма ролите на жените са поставени под съмнение в този "„подривен, разширяващ съзнанието жанр".
Феминистката научна фантастика поставя въпроси относно социални проблеми, като например как обществото изгражда ролите на половете, как възпроизводството определя пола и как политическата власт на мъжете и жените е неравна. Някои от най-забележителните феминистки научнофантастични произведения илюстрират тези теми, използвайки утопии за изследване на общества, в които не съществуват разлики между половете или дисбаланс на властта между половете, и антиутопии за изследване на светове, където неравенствата между половете ескалират, утвърждавайки необходимостта феминистката работа да продължи.

#### Първа и на Втора световна война
Жените навлизат на пазара на труда по време на Първата световна война в безпрецедентен брой, често в нови сектори, и откриват стойността на своя труд. Войната също оставя голям брой опечалени жени и с нетна загуба на доходи на домакинствата. Десетките убити и ранени мъже променят демографския състав. Войната също разделя феминистките групи, като много жени се противопоставят на войната и други участват в кампанията за бялото перо.
Феминистки учени като Франсоаз Тебо и Нанси Ф. Кот отбелязват консервативната реакция към Първата световна война в някои страни, цитирайки подсилване на традиционните образи и литература, които насърчават майчинството. Появата на тези черти по време на война се нарича ;национализация на жените".
В годините между войните феминистките се бориха с дискриминацията и опозицията срещу напредъка в ролите на жените в социалния свят и работната сила. В „Собствена стая“ на Вирджиния Улф описва степента на обратната реакция и нейното разочарование. Досега думата "феминизъм" е в употреба, но с негативна конотация от средствата за масово осведомяване, които не окуражават жените да се самоопределят като такива. Когато Ребека Уест, друга известна писателка, е нападната като „феминистка“, Улф я защитава. Уест е запомнена с коментара си „Аз самата никога не съм успяла да разбера точно какво е феминизъм: знам само, че хората ме наричат феминистка, когато изразявам чувства, които ме отличават от изтривалка или проститутка.“
През 20-те години на 20 век нетрадиционните стилове и нагласи на флапърките са популярни сред американските и британските жени. Флапърките са субкултура на млади западни жени, видни след Първата световна война и през 20-те години на 20 век, които носят къси поли (височината до коленете се счита за къса през този период), подстригват косите си, слушат джаз и парадират с пренебрежението си към преобладаващите кодекси на прилично поведение. Те са възприемат като нагли заради носенето на прекомерен грим, консумацията на алкохол, тотюнопушенето на обществени места, шофирането на автомобили, третирането на секса по небрежен начин и пренебрегването на социалните и сексуалните норми.  

#### Избирателна реформа
Законът за представителството на народа на Обединеното кралство от 1918 г. дава почти всеобщо избирателно право на мъжете и избирателно право на жените над 30 години. Законът за представителството на народа от 1928 г. разширява равните избирателни права както за мъжете, така и за жените. Това също измества социално-икономическия състав на електората към работническата класа в полза на Лейбъристката партия, която е по-симпатизираща на проблемите на жените. 
Предоставянето на глас не дава автоматично на жените правото да се кандидатират за парламент и Законът за парламента (квалификация на жените) е избързан точно преди следващите избори. Сред номинираните 1700 кандидати са 17 жени. Кристабел Панкхърст на косъм не успява да спечели място, а Констанс Маркиевич (Шин Фейн) е първата жена, избрана в Ирландия през 1918 г., но като ирландска националистка отказва да заеме мястото си.
През 1919 г. и 1920 г. и лейди Нанси Астор, и Маргарет Уинтрингам спечелват места съответно за консерваторите и либералите, като наследяват местата на съпруга си. Лейбъристите идват на власт през 1924 г. Предложението на Астор за създаване на женска партия през 1929 г. е неуспешно. Жените натрупват значителен изборен опит през следващите няколко години, тъй като поредица от правителства на малцинствата осигуряват почти годишни избори. Тясната връзка с лейбъристите също се оказа проблем за Националния съюз на дружествата за равно гражданство (NUSEC), който има малка подкрепа в Консервативната партия. Въпреки това тяхната упоритост с министър-председателя Стенли Болдуин е възнаградена с приемането на Закона за представителството на хората (равни права) от 1928 г.
Европейските жени получават правото на глас във Финландия (тогава все още автономна държава при царска Русия) през 1906 г., в Дания и Исландия през 1915 г. (пълно през 1919 г.), Руската република през 1917 г., Австрия, Германия и Канада през 1918 г., много страни, включително Нидерландия през 1919 г., Чехословакия (днес Чехия и Словакия) през 1920 г. и Турция и Южна Африка през 1930 г. Френските жени не получават право на глас до 1945 г. Лихтенщайн е една от последните държави през 1984 г.
След като френските жени получават правото да гласуват през 1945 г., във френската колония Мартиника са основани две женски организации. Le Rassemblement féminin и l'Union des femmes de la Martinique имат за цел да насърчат жените да гласуват на предстоящите избори. Докато l'Union des femmes de la Martinique, основан от Жан Леро, е повлияна от вярвания, Le Rassemblement féminin, основан от Полет Нардал, твърди, че не подкрепя никоя конкретна политическа партия и само насърчава жените да предприемат политически действия, за да създадат социална промяна.

#### Социална реформа
Политическата промяна не променя веднага социалните обстоятелства. С икономическата рецесия жените са най-уязвимият сектор на работната сила. Някои жени, които имат работа преди войната, са принудени да я предадат на завръщащите се войници, а други са превишени. С ограничени привилегии Националният съюз на женските избирателни дружества на Обединеното кралство (NUWSS) се превръща в нова организация, Националният съюз на дружествата за равно гражданство (NUSEC),, който все още се застъпва за равенство в избирателните права, но разширява обхвата си, за да изследва равенство в социалната и икономическата сфера. Търсена е законодателна реформа за дискриминационни закони (напр. семейно право и проституция) и за разликите между равенство и справедливост, улесненията, които биха позволили на жените да преодолеят бариерите пред реализация (известно в по-късните години като „главоблъсканицата равенство срещу разлика"). Елинор Ратбоун, която става член на британския парламент през 1929 г., наследява Милисънт Гарет като президент на NUSEC през 1919 г. Тя изразява критичната необходимост от разглеждане на различията в отношенията между половете като „от това, от което жените се нуждаят, за да реализират потенциала на собствената си природа“. Социалните реформи на лейбъристкото правителство от 1924 г. създават формално разделение, тъй като отцепена група от стриктни егалитаристи сформира Съвета на отворените врати през май 1926 г. Това в крайна сметка става  международно движение и продължи до 1965 г. Друго важно социално законодателство от този период включва Закона за сексуална дисквалификация (отстраняване) от 1919 г. (който отваря професии за жени) и Законът за брачните дела от 1923 г. През 1932 г. NUSEC отделя застъпничеството от образованието и продължава предишните дейности като Национален съвет за равноправно гражданство, а вторият като Гилдията на жените от града. Съветът продължава до края на Втората световна война.

#### Репродуктивни права
Британските закони не позволяват на феминистките да обсъждат и разглеждат репродуктивните права. Ани Безант е съдена по Закона за нецензурните публикации от 1857 г. през 1877 г. за публикуване на „Плодовете на философията“ (Fruits of Philosophy) на Чарлз Ноултън – произведение за семейно планиране. Ноултън е бил осъждан преди това в Съединените щати. Тя и нейният колега Чарлз Брадлау са осъдени, но оправдани след обжалване. Последвалата публичност довежда до спад в раждаемостта в Обединеното кралство. По-късно Безант пише „Закон за населението“ (The Law of Population).
В Америка Маргарет Сангър е преследвана за книгата си „Семейно ограничаване“ (Family Limitation) по силата на Закона на Комсток през 1914 г. и бяга във Великобритания, докато не стане безопасно да се върне. Работата на Сангър е преследвана във Великобритания. Тя се среща с Мери Стоупс във Великобритания, която никога не е била преследвана, но редовно заклеймявана за насърчаването й на контрола върху раждаемостта. През 1917 г. Сангър стартира сп. „Преглед на контрола на раждаемостта“. През 1926 г. изнася лекция за контрол на раждаемостта пред помощничките на Ку Клукс Клан в Силвър Лейк, Ню Джърси, което тя нарича „странно преживяване". Създаването на Асоциацията за реформа на закона за абортите през 1936 г. е още по-противоречиво. Британското наказание за аборт е намалено от екзекуция на доживотен затвор от Закона за престъпления срещу личността от 1861 г., въпреки че някои изключения са разрешени в Закона за (съхраняване) на бебешкия живот от 1929 г. След съдебното преследване на Алек Борн през 1938 г. Комитетът на Биркет от 1939 г. отправя препоръки за реформи, които са отменени при избухването на Втората световна война, заедно с много други проблеми на жените.
В Нидерландия Алета Х. Якобс, първата холандска лекарка, и Вилхелмина Друкер водят дискусии и действия за репродуктивни права. Якобс внася диафрагми от Германия и ги раздава безплатно на бедните жени.

### 40-те г. на 20 век
В повечето държави на първа линия жените са доброволци или са наборници за различни задължения в подкрепа на националните военни усилия. Във Великобритания жените са наборници и са назначени на промишлени работни места или на небойна военна служба. Британските служби включват 460 000 жени. Най-голямата служба, Помощната териториална служба, има максимум 213 000 записани жени, много от които служиха в бойни роли за противовъздушни оръдия. В много страни, включително Германия, жените са доброволки или наборници. В Германия жените са доброволки в Съюза на немските момичета и помагат на Луфтвафе като противовъздушни артилеристи или като партизански бойци в отрядите Werwolf зад съюзническите линии.
Много американски жени запазват домашните си задължения и често добавят платена работа, особено такава, свързана с военната индустрия. В много по-голяма степен, отколкото в предишната война, голям брой жени са наети за неквалифицирани или полуквалифицирани работни места в боеприпасите, а бариерите пред омъжените жени да поемат работа са облекчени. Популярната икона Rosie the Riveter се превръща в символ на поколение американски работещи жени. Освен това около 300 000 жени служат в американска военна униформа в организации като Женския армейски корпус и WAVES. С напускането на много млади мъже спортните организатори се опитват да създадат професионални женски отбори, като Общоамериканската професионална бейзболна лига за момичета, която се разпуска след войната. След войната повечето заводи за боеприпаси са затворени, а цивилните заводи заменят своите временни работнички със завръщащи се ветерани, които имат приоритет.

## Втора вълна
„Феминизъм на втората вълна“ идентифицира период на феминистка активност от началото на 60-те до края на 80-те годинина 20 век, който разглежда културните и политическите неравенства като неразривно свързани. Движението насърчава жените да разбират аспекти от личния си живот като дълбоко политизирани и отразяващи сексистка властова структура (хегемонен маскулизъм). Тъй като феминистките от първата вълна се фокусират върху абсолютни права като избирателното право, феминистките от втората вълна се фокусират върху други проблеми на културното равенство, като прекратяване на дискриминацията.

### Бети Фридан и Движението за освобождение на жените
През 1949 г. излиза една забележителна феминистка творба – книгата „Вторият пол“ на Симон дьо Бовоар. Критичният текст се отнася до всеки аспект на това, което по-късно ще бъде определено като джендър дискурс. Бовоар навлиза в детайли относно отношението към жените през цялата история на света и анализира начините на потисничество, наложени от патриархата, и след това го критикува. 
През 1963 г. книгата на Бети Фридан „Женската мистика“ (The Feminine Mystique) става израз на недоволството и дезориентацията, които американските жени изпитват, когато са затворени в положението на домакини след завършването на колежа. В книгата Фридан изследва корените на промяната в ролите на жените от основна работна сила по време на Втората световна война до привързана към дома домакиня и майка след войната, и определя силите, довели до тази промяна във възприемането на ролите на жените.
Изразът „Освобождение на жените“ (Women's Liberation) е използван за означаване на феминизма през цялата история. „Освобождение“ се свързва с феминистките стремежи от 1895 г. и се появява в контекста на „освобождението на жените“ във „ Вторият пол“ на Симон дьо Бовоар от 1949 г., който се появява в английски превод през 1953 г. Фразата „освобождение на жените“ е използвана за първи път през 1964 г. в печат през 1966 г., въпреки че френският еквивалент libération des femmes се появява още през 1911 г. „Освобождението на жените“ е използвано на конгреса на Американските студенти за демократично общество (SDS) през 1967 г., който провежда панелна дискусия по темата. През 1968 г. терминът „Фронт за освобождение на жените" се появява в сп. Ramparts и започва да се отнася за цялото женско движение. В Чикаго жените, разочаровани от Новата левица, се срещат отделно през 1967 г. и публикуват „Гласът на движението за освобождение на жените“ (Voice of the Women's Liberation Movement) през март 1968 г. Когато конкурсът за Мис Америка се провежда в Атлантик Сити през септември 1968 г., медиите наричат произтичащите демонстрации  „свобождение на жените“. Чикагският съюз за освобождение на жените е създаден през 1969 г. Подобни групи с подобни заглавия се появяват в много части на Съединените щати. Изгарянето на сутиени, макар и измислено„ се свързва с движението и медиите измислят други термини като „libber“. „Освобождението на жените“ се запазва над другите конкурентни термини за новия феминизъм, завладява масовото въображение и издържа заедно с по-стария термин „Феминистко движение“ (Feminist movement).
Това време е белязано от нарастващото записване на жени във висшите учебни заведения, създаването на академични курсове и катедри за изследвания на жените и феминистка идеология в други свързани области, като политика, социология, история и литература. Тази академична промяна в интересите поставя под въпрос статуквото и неговите стандарти и авторитет.
Възходът на движението за освобождение на жените разкриva „множество феминизми“ или различни феминистки „лещи“, дължащи се на различния произход, от който групите се обединяват и пресичат, както и сложността и спорността на засегнатите проблеми. Бел Хукс е известна като видна критичка на движението заради липсата на глас, даден на най-потиснатите жени, липсата на акцент върху неравенството на раса и класа и дистанцията му от проблемите, които разделят жените. „Аз съм жена“ („I Am Woman“) на Хелън Реди, „Жената е негърката на света“ („Woman is the Nigger of the World“) на Джон Ленън и „Josei Joui Banzai“ на Йоко Оно са феминистки песни от 70-те години. Погрешният протест на феминистките срещу рок музикалното движение е започнат в Лос Анджелис, където Жените срещу насилието срещу жени ( Women Against Violence Against Women) са основани през 1976 г.; те водят кампания срещу албума на Ролинг Стоунс от 1976 г. Black and Blue.

### Феминистка литература
Публикуването на „Женската мистика“ на Бети Фридан се смята за началото на т. нар. „втора вълна“ на феминисткия активизъм, през което време феминистки писатели насърчават разговорите за политическите и сексуалните проблеми на жените. Примерите включват списание Ms. на Глория Стейнем и книгата „Сексуална политика“ (Sexual Politics) на Кейт Милет. Мрачното проучване на Милет за мъжете писатели, техните нагласи и пристрастия, цели да покаже, че полът е политика, а политиката е дисбаланс на властта във взаимоотношенията. „Диалектиката на пола“ (The Dialectics of Sex) на Шуламит Файърстоун описва феминистка революция, основана на Марксизма, наричана „война между половете". Имайки предвид дебатите за патриархата, тя твърди, че мъжкото господство датира от „отвъд записаната история до самото животинско царство“.
„Жената“ (The Female Eunuch) на Джърмейн Гриър, „Освобождението на жените и новата политика“ (Women's Liberation and the New Politics) на Шийла Роуботъм и „Женското наследство“ (Woman's Estate) на Джулиет Мичъл представляват английската перспектива. Мичъл твърди, че движението трябва да се разглежда като международен феномен с различни проявления, базирани на местната култура. Британските жени черпят от лявата политика и организират малки местни дискусионни групи, отчасти чрез Лондонската работилница за освобождение на жените и нейните публикации Shrew и LWLW Newsletter.  Въпреки че има шествия, фокусът е върху повишаване на съзнанието – политическа активност, предназначена да доведе кауза или условие до по-широка аудитория.  Кейти Сарачайлд от Redstockings описва функцията му като такава, че жените ще „намерят това, което смятат за индивидуална дилема, за социално затруднение“. 
Писанията на жените в САЩ включват творби като  тази от 1975 г. на Сюзън Браунмилър „Против нашата воля“ (Against Our Will), която въвежда изрична програма срещу мъжкото насилие, по-специално мъжкото сексуално насилие, в трактат за изнасилването. Нейната работа е наричана новаторска поради рамкирането на изнасилването като социален проблем; също има доста критици, предимно от цветнокожи феминистки, които се противопоставят на подхода на Браунмилър към расата. Другата голяма книга на Браунмилър ̟– „В наше време“ (In Our Time) (2000), е история на освобождението на жените.
В академичните среди феминистката теология предизвиква нарастващ интерес. Филис Трайбъл пише обширно през 70-те години, за да критикува библейските тълкувания на времето, използвайки вид критика, известна като реторическа критика. Анализът й на библейския текст се опитва да обясни, че самата Библия не е сексистка, а че вековете сексизъм в обществата са създали този наратив.

### Феминистки възгледи за порнографията
Сюзън Грифин е една от първите феминистки, които пишат за последиците от порнографията в нейната „Порнография и мълчание“ (Pornography and Silence) от 1981 г. Отвъд позициите на Браунмилър и Грифин, Катрин Маккинън и Андреа Дуоркин повлияват на дебатите и активността около порнографията и проституцията, особено във Върховния съд на Канада. МакКинън, адвокатка, заявява: „Да бъдеш на път да бъдеш изнасилена означава да бъдеш женски пол в процеса на живот както обикновено.“ Тя обяснява сексуалния тормоз, като каза, че това „не означава, че всички те (тормозещи) искат да ни прецакат, те просто искат да ни наранят, да ни доминират и да ни контролират, и това е прецакването ни." Според Полин Б. Барт някои хора виждат радикалния феминизъм като единственото движение, което наистина изразява болката от това да си жена в неравнопоставено общество, тъй като изобразява тази реалност с преживяванията на малтретираните и насилваните, които те твърдят, че е норма. Критици, включително някои феминистки, граждански либертарианци и юристи, намират тази позиция за неудобна и отчуждаваща.
Този подход се развива, за да трансформира изследването и гледната точка на изнасилването от индивидуален опит в социален проблем.

## Трета вълна
Феминизмът на третата вълна започва в началото на 90-те години на 20 век в отговор на това, което младите жени възприемат като провал на втората вълна. Той също така отговаря на обратната реакция към инициативите и движенията на втората вълна. Той се стреми да оспори или избегне есенциалистките дефиниции на женствеността от втората вълна, които подчертават прекалено преживяванията на белите жени от горната средна класа. Постструктуралистката интерпретация на пола и сексуалността, или разбирането на пола като извън бинарната мъжественост и женственост, е централна за голяма част от идеологията на третата вълна. Феминистките от третата вълна често описват „микрополитика“ и оспорват парадигмите на втората вълна за това дали действията са едностранно добри за жените.
Тези аспекти на феминизма от третата вълна възникват в средата на 80-те години. Феминистки лидери, вкоренени във втората вълна, като Глория Анзалдуа, бел хукс, Шела Сандовал, Шери Морага, Одри Лорд, Луиза Аскати, Максин Хонг Кингстън и много други цветнокожи феминистки призовават за нова субективност във феминисткия глас. Те искат видната феминистка мисъл да вземе предвид субективностите, свързани с расата. Този фокус върху пресечната точка между раса и пол остава важен през изслушванията Хил-Томас през 1991 г., но започва да се измества с Freedom Ride 1992 г. стремеж за регистриране на избиратели в бедни малцинствени общности, чиято реторика има за цел да обедини младите феминистки. За мнозина сплотяването на младите е общата връзка в рамките на третата вълна на феминизма. 

### Сексуална политика
Лесбийството по време на втората вълна е видимо във и извън феминизма. Лесбийките се чувстват отстранени както от гей освобождението, така и от освобождаването на жените, където са посочени от Бети Фридан като „лавандулова заплаха“, провокирайки „ Жената, идентифицирана с жената“ ("The Woman-Identified Woman") – манифест от 1970 г. на радикалните лесбийки, който поставя лесбийките в челните редици на освободително движение. 
Няколко години по-късно книгата на Джил Джонстън от 1973 г. „Лесбийска нацияː Феминисткото решение“ (Lesbian Nation: The Feminist Solution) се застъпваа за лесбийски сепаратизъм – практика, чрез която лесбийките се отделят от останалата част от обществото 
В репродуктивните права феминистките търсят правото на контрацептиви (т.е. контрол на раждаемостта), някои от които са широко ограничени в САЩ до края на 60-те и през 70-те г ; противозачатъчните хапчета напр. са предимно достъпни само за омъжени жени до средата на 70-те г., въпреки че други жени все пак намират начини да си набавят хапчето. Достъпът до аборт също е широко искан, за да се увеличи икономическата независимост и телесната автономност на жените, но е по-трудно да се осигури поради съществуващите дълбоки обществени разделения по въпроса.
Шуламит Файърстоун, активна по време на втората вълна на феминизма, твърди, че репродуктивната технология е свързана с репродуктивните права. Тя вярва в подобряването на технологичното отношение към репродукцията, за да елиминира задължението жените да се възпроизвеждат и да сложи край на потисничеството и неравенството срещу тях. Подобряването на технологиите за овластяване на жените и премахването на йерархията на половете са основните фокуси на една по-нова развиваща се философия във феминизма, известна като Киберфеминизъм. Киберфеминизмът има силни връзки с репродуктивните права и технологиите.
Феминистките от третата вълна също се борят да ускорят социалното приемане на женската сексуална свобода. Тъй като обществените норми позволяват на мъжете да имат множество сексуални партньори без порицание, феминистките търсят сексуално равенство за тази свобода и насърчават „сексуалното освобождение“ за жените, включително секс за удоволствие с множество партньори, ако желаят. 

### Глобален феминизъм

#### Конференция на ООН за жените
През 1946 г. ООН създава Комисия за положението на жените , която по-късно се присъединява към Икономическия и социален съвет на ООН (ECOSOC). През 1948 г. ООН издава своята Всеобща декларация за правата на човека, която защитава „равните права на мъжете и жените“  и разглежда както равенството, така и равенството. Започвайки със Световната конференция за Международната година на жената през 1975 г. в Мексико Сити като част от Десетилетието на жените (1975–1985), ООН провежда серия от световни конференции по въпросите на жените. Тези конференции имат световно представителство на жени и предоставят значителна възможност за напредък в правата на жените. Те също така илюстрират дълбоки културни разделения и несъгласие относно универсалните принципи,  както се вижда от последователните конференции в Копенхаген (1980) и Найроби (1985). Примери за такива вътрешнофеминистки разделения включват несъответствия между икономическото развитие, нагласите към формите на потисничество, определението за феминизъм и позициите относно хомосексуалността, женското обрязване и контрола на населението. Конвенцията от Найроби разкрива един по-малко монолитен феминизъм, който „представлява политически израз на тревогите и интересите на жени от различни региони, класи, националности и етнически произход. Съществува и трябва да има разнообразие от феминизми, отзивчиви към различни нужди и грижи на жените и дефинирани от самите тях. Това разнообразие се основава на общата опозиция срещу потисничеството и йерархията на пола което обаче е само първата стъпка в формулирането и действието по политически дневен ред." Четвъртата конференция се провежда в Пекин през 1995 г. , където е подписана Пекинската платформа за действие. Тя включва ангажимент за постигане на „равенство между половете и овластяване на жените“ чрез „ интегриране на принципа на равенство между половете“, или позволяване на жените и мъжете „да изпитат равни условия за реализиране на своите пълни човешки права и да имат възможност да дадат своя принос и да се възползват от националните, политическо, икономическо, социално и културно развитие“.

#### Свързване на Запада с Изтока
„Определящият момент на феминизма на третата вълна е теоретизиран като изхождащ от критиките на движението на белите жени, които са инициирани от цветнокожи жени, както и от многото случаи на коалиционна работа, предприета от феминистки от третия свят на САЩ“  Феминистките на третата вълна от 80-те години на 20 век са критици на класовите пристрастия, расизма и евроцентризма сред жените и феминистките, и теориите за множествеността и различието, дадени от тези феминистки като Сандовал, Мин-ха и Моханти, позволяват на младите феминистки да разрушат идеята за монолитен феминизъм. Те са ги упълномощили да разпознават различията и да декларират множество идентичности като жени, въпреки че постоянно се чувстват хванати между модерността и традицията. Въпреки че на азиатските жени им беше трудно да се свържат напълно с проблемите на белите жени на западните жени, те се свързаха много с цветнокожите жени и по този начин го преработиха и изградиха мост между двете половини на феминизма, източната и западната, чрез взаимосвързаността между жените наоколо света. Те адаптираха и заимстваха „западните“ идеи за феминизма и жените на запад включиха ефектите от женските движения в други части на света, като същевременно преоткриха себе си. Азиатските феминистки признаха необходимостта от разпознаване на множество източници на доминация в живота на жените по целия свят, отказаха да универсализират опита на жените като един и вместо това признаха различията между тях, дължащи се на различни социални местоположения. Те твърдят, че въпреки че академичният феминизъм ги запознава с идеята за феминизма, той не успява да ги сближи със сестрите и майките в живота им, а по-скоро ги отдалечава. Някои също така твърдят, че много цели на западния феминизъм не са достатъчни, за да се оцени напредъкът на жените в Азия, тъй като те не са непременно уместни или изнасяни през границите. По този начин те го предефинират като такъв, който се основава на тяхното наследство, история и опит. Както Груъл казва: „Тези транснационални феминистки учени ни позволяват да преосмислим начина, по който изграждаме и пишем историята на феминистките в национален и транснационален контекст. Стремейки се да формулираме транснационалните връзки между жените, те предложиха начини да преминем отвъд изградените опозиции, без да игнорираме историите, които са информирали тези конфликти или основателните опасения относно властовите отношения, които са представлявали или структурирали конфликтите до този момент." 

## Четвърта вълна
Феминизмът на четвъртата вълна е скорошно развитие във феминисткото движение. Дженифър Баумгарднър идентифицира четвъртата вълна на феминизма като започваща през 2008 г. и продължаваща до наши дни. Кира Кохрейн, авторка на „Всички жени бунтовнички: възходът на четвъртата вълна на феминизма“ (All the Rebel Women: The Rise of the Fourth Wave of Feminism), определя феминизма на четвъртата вълна като движение, което е свързано чрез технологията. Изследователката Даяна Даймънд го определя като движение, което „съчетава политика, психология и духовност в една всеобхватна визия за промяна“.

### Аргументи за Четвъртата вълна
През 2005 г. Пития Пий за първи път аргументира съществуването на четвърта вълна на феминизма, съчетаваща справедливост с религиозна духовност. Според Дженифър Баумгарднър през 2011 г. четвърта вълна, включваща онлайн ресурси като социални медии, би могла да е започнала през 2008 г., вдъхновена отчасти от Take Our Daughters to Work Days („Заведете дъщерите ни на работни дни“) – национален ден, който дава възможност на американските деца да надникнат в света на труда. Тази четвърта вълна на свой ред е вдъхновила или е била свързана с проекта Doula за детски услуги, линиите за разговори след аборт, стремежа към репродуктивна справедливост, модната подкрепа за хора с големи размери, подкрепата за правата на транссексуалните лица, мъжкия феминизъм, приемането на секс работата и разработването на медии, включително Feministing, Racialicious, блогове и Туитър кампании.
Според Кира Кохрейн четвърта вълна се появява в Обединеното кралство и няколко други нации до 2012-2013 г. Тя се фокусира върху сексуалното неравенство, което се проявява в „уличен тормоз, сексуален тормоз, дискриминация на работното място... засрамване на тялото“, медийни изображения, онлайн женомразството, нападението в обществения транспорт, междусекторността, технологията на социалните медии за комуникация и онлайн петициите за организиране, възприятието, наследено от предишните вълни, че индивидуалните преживявания се споделят и следователно могат да имат политически решения. Кохрейн идентифицира като четвърта вълна такива организации и уебсайтове като Everyday Sexism Project и UK Feminista, и събития като Reclaim the Night, One Billion Rising и "a Lose the Lads' mags protest", където много от [лидерите]... са в тийнейджърските си години и на 20 години."
През 2014 г. Бети Додсън, която също е призната за един от лидерите на просексуалното феминистко движение от началото на 80-те години, казва, че се счтиа за феминистка на четвъртата вълна. Според нея предишните вълни на феминизма са били банални и антисексуални, поради което тя е избрала да разгледа една нова позиция на феминизма – феминизма на четвъртата вълна. През 2014 г. Додсън работи с жени, за да открие техните сексуални желания чрез мастурбация. Тя казва, че работата й е получила нов живот с нова публика от млади, успешни жени, които никога не са имали оргазъм. Това включва феминистки от четвъртата вълна - тези, които отхвърлят позицията срещу удоволствието, която смятат, че феминистките от третата вълна застъпват.
През 2014 г. Рианън Люси Козлет и Холи Бакстър издават книгата си The Vagenda. И двете авторки се смятат за феминистки от четвъртата вълна. Подобно на техния уебсайт "The Vagenda" тяхната книга има за цел да маркира и развенчае стереотипите за женственост, насърчавани от масовата женска преса.

### Проект „Всекидневен сексизъм“
Проектът „Взекидневен сексизъм“ (Everyday Sexism Project) започва като кампания в социалните медии на 16 април 2012 г. от Лора Бейтс, британска писателка феминистка. Целта на сайта е да документира ежедневните примери на сексизъм, докладвани от сътрудници по целия свят. Бейтс създава проекта като отворен форум, където жените могат да публикуват своите преживявания на тормоз. Тя обяснява целта на проектаː „Проектът никога не е бил за разрешаване на сексизма. Беше за това да накараш хората да направят първата стъпка, като просто осъзнаят, че има проблем, който трябва да бъде решен." Уебсайтът има такъв успех, че Бейтс решава да напише и издаде книгата Everyday Sexism, която допълнително подчертава важността на наличието на този тип онлайн форум за жени. Книгата дава уникална представа за жизненото движение на предстоящата четвърта вълна и неразказаните истории, които жените споделят чрез проекта.

### Кликǃ Продължаващата феминистка революция
През ноември 2015 г. група историци, работещи с Clio Visualizing History, стартират „Клик! Продължаващата феминистка революция“ (Click! The Ongoing Feminist Revolution). Тази дигитална историческа изложба разглежда историята на американския феминизъм от Втората световна война до наши дни. Експозицията има три основни раздела: Политика и социални движения, Тяло и здраве и Работно място и семейство. Има и интерактивни графики, свързващи широк набор от източници, документиращи историята на американския феминизъм и предоставящи информация за текущия феминистки активизъм.